# Alexa Internet
För andra betydelser, se Alexa.

Alexa Internets logo.

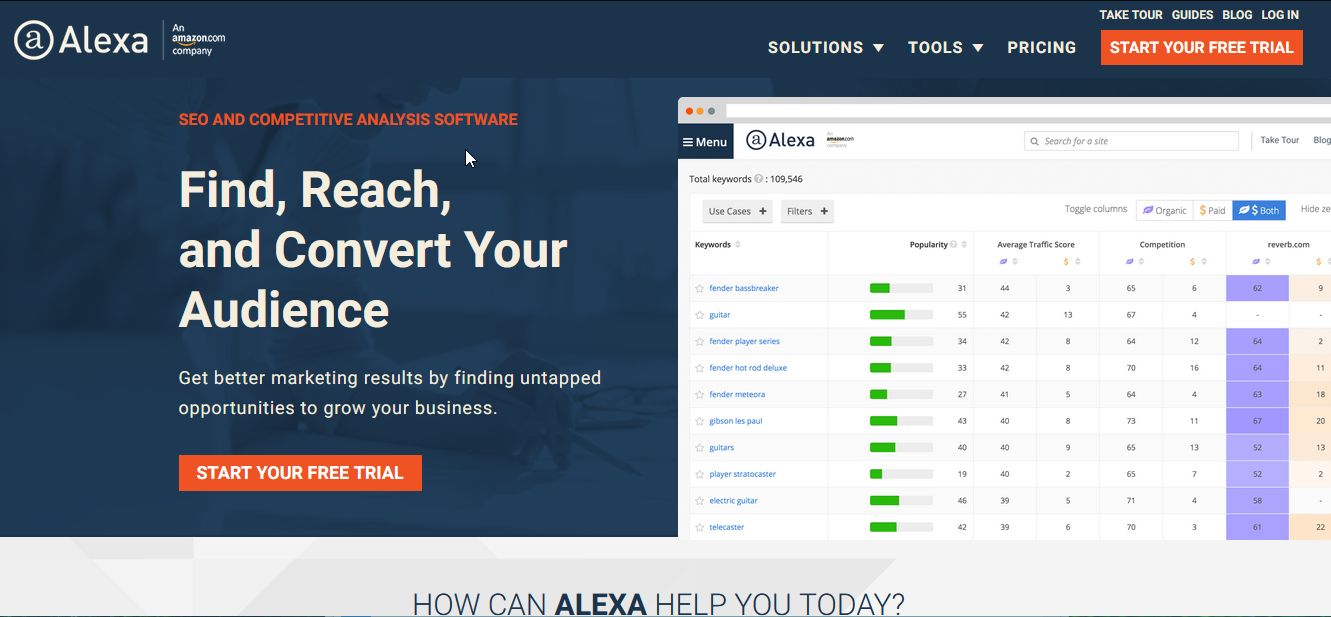
Skärmdump av startsidan på Alexa.com.

Alexa Internet var ett amerikanskt Internetföretag, grundat 1996 i San Francisco av Brewster Kahle och Bruce Gilliat. Företaget utvecklade Alexa toolbar, ett tilläggsprogram (plugin) för webbläsare som ger användaren bakgrundsinformation om de besökta webbplatserna. I gengäld förmedlar verktygsfältet statistik om surfningen tillbaka till företaget, som sammanställer en rankning av världens mest besökta webbplatser. Alexa Toolbar fanns länge enbart för Internet Explorer, men 2007 utvecklades även en version för Mozilla Firefox.
Företaget Alexa Internet såldes 1999 till e-handeln Amazon.com.
Den 1 maj 2022 upphörde Alexa med sin verksamhet.

## Alexa-rankning
Alexa-rankning är ett begrepp som används vid bedömande av en webbplats popularitet. Begreppet syftar på den position (rankning) en viss webbplats har i Alexas topplistor. Ju lägre siffra desto populärare är webbplatsen. Den data som ligger till grund för topplistorna samlas in genom Alexa Toolbar som analyserar surfarens beteende. Då användarbasen allmänt inte ses som representativ för den genomsnittlige surfaren är rankningens relevans ifrågasatt.
Alexa är det vetenskapliga namnet för ett släkte av ärtväxter, men troligare är att företaget fått sitt namn av det antika biblioteket i Alexandria, ett uttryck för grundaren Brewster Kahles strävan att samla all världens kunskap.